# Мартине, Андре
Андре́ Мартине́ (фр. André Martinet, 12 апреля 1908 — 16 августа 1999) — французский лингвист, один из последних крупных теоретиков структурализма. Испытал влияние функционализма Пражской школы. Автор работ «Принцип экономии в фонетических изменениях» (рус. пер., 1960), «Основы общей лингвистики» (переведена на 13 языков), «Общий синтаксис» и др.
В 1946—1955 годах работал в США, в этот период был главным редактором журнала «Word», президентом Международной ассоциации вспомогательного языка (разработавшей язык интерлингва), преподавал в Колумбийском университете. Первый президент Европейского лингвистического общества (в 1966—1967 годах).
А. Мартине ввёл в лингвистическую науку понятие двойного членения.